# HR-chef
En HR-chef (human resources), også kendt som personalechef, har ansvaret for personalet på en arbejdsplads, herunder ansættelse af nyt personale, varetagelse af og omsorg for personalet samt evt. ansættelse og oplæring af elever/lærlinge på arbejdspladser, hvor dette er relevant.
Samtidig kan en HR-chef også stå for at tilrettelægge eksempelvis lederseminarer og tilfredshedsundersøgelser.
I virksomheder, hvor HR-chefen arbejder på øverste ledelsesniveau, vil denne ofte have ansvaret for at optimere den personalemæssige kapacitet ud fra en lønsomhedsbetragtning. Herunder skal HR-chefen sikre tilstrækkelige personalemæssige ressourcer under hensyn til svingende ordremængde, udsving i krav til bemandingens kompetencer og eventuel geografisk spredning - vel at mærke til den lavest mulige omkostning. HR-chefen vil med andre ord arbejde strategisk med at sikre sin virksomhed den konkurrencemæssige styrke, der ligger i den rette balance mellem fx faste og fleksible lønomkostninger. HR-chefen vil være den øverst ansvarlige for Capacity management.